# Мирошниченко, Борис Пантелеймонович
Бори́с Пантелеймо́нович Мирошниче́нко (17 (30) мая 1911, Харьков — 25 сентября 1987, Москва) — советский дипломат. Чрезвычайный и полномочный посол.

## Биография
Член ВКП(б) (1940). Окончил Харьковский плановый институт (1932) и аспирантуру Московского планового института (1936). Доктор экономических наук (1963), профессор (1965).
- В 1936—1938 годах — заведующий кафедрой народнохозяйственного планирования Урало-Сибирского института народного хозяйства, Саратовского планового института.
- В 1938—1942 годах — заместитель начальника, начальник Отдела труда Государственной плановой комиссии при СНК РСФСР.
- В 1942—1943 годах — уполномоченный Государственной плановой комиссии при СНК СССР по Кировской области.
- В 1943—1944 годах — начальник Отдела Государственной плановой комиссии при СНК СССР.
- В 1944—1948 годах — уполномоченный Государственной плановой комиссии при СНК, СМ СССР по Харьковской области.
- В 1948—1953 годах — начальник Отдела Государственного планового комитета СМ СССР.
- В 1953 году — сотрудник III Европейского отдела МИД СССР.
- В 1953—1957 годах — советник посольства СССР в ГДР.
- В 1953—1955 годах — заместитель Верховного комиссара СССР в ГДР.
- В 1957—1965 годах — заместитель заведующего Отделом, заведующий Отделом торгово-финансовых и плановых органов ЦК КПСС.
- В 1965—1968 годах — ректор МГИМО МИД СССР, член Коллегии МИД СССР.
- С 18 октября 1968 по 1 июня 1973 года — чрезвычайный и полномочный посол СССР в Канаде[2].
- С 13 ноября 1973 по 21 мая 1983 года — чрезвычайный и полномочный посол СССР в Кении и постоянный представитель СССР при международных организациях в Найроби по совместительству[3].

Похоронен на Кунцевском кладбище.